# Groupe des Trente
Le groupe des Trente est une organisation de défense du court métrage cinématographique français fondée par un manifeste daté au 20 décembre 1953.

## Un rôle artistique?
Certains ont parlé à son égard d'une école française du court-métrage ; d'autres, comme François Porcile, voient dans cette expression un usage abusif. Sachant que le passage par le court métrage reste un passage quasi-obligé pour la plupart des réalisateurs avant d'aborder un premier long-métrage, ce groupe des Trente a constitué un creuset au sein duquel on retrouve de nombreux cinéastes qui feront partie cinq ans plus tard de la Nouvelle Vague (notamment Alain Resnais, Pierre Kast ou Jacques Demy).

## Un organisme de défense du court métrage
Le Groupe des trente a été fondé en réaction à une loi du 21 août 1953 abolissant l’obligation, pour les exploitants de salles de cinéma, de diffuser un court métrage au début de chaque séance. Cette obligation découlait d’une loi du 26 octobre 1940, qui avait conduit à un fort développement des productions courtes. 
François Porcile estime que « c'est sans doute essentiellement grâce à l'action dudit "groupe des Trente" que le principe de l'aide à la qualité s'est imposé pour le court métrage. Et si ce dernier n'a jamais connu l'âge d'or que beaucoup appelaient de leurs vœux, la production française de la seconde moitié des années 1950 n'en fut pas moins particulièrement brillante, cette aide à la qualité y ayant peut-être joué un rôle. Ce groupe a eu en tout cas le mérite de créer un intérêt autour du court métrage et son influence bénéfique se retrouve certainement, par exemple, dans le succès d'un festival à Tours ou encore dans la création au début des années 1960 d'une émission de télévision comme Cinéma sans étoile de Maïté Picard et Pierre Neurrisse, qui présentait les courts de jeunes réalisateurs. »

## Membres
Le Groupe des trente a réuni les principaux réalisateurs de courts-métrages de l'époque, au départ sans doute au nombre d'une trentaine de membres dont : Arcady, Alexandre Astruc, Jacques Baratier, Yannick Bellon, Jacques Demy, Henri Fabiani, Georges Franju, Paul Grimault, Robert Hessens, Marcel Ichac, Pierre Kast, Roger Leenhardt, Chris Marker, Robert Ménégoz, Jean Mitry, Fred Orain, Jean Painlevé, Paul Paviot, Alain Resnais, Georges Rouquier, Agnès Varda...